# La Guardia Imperial

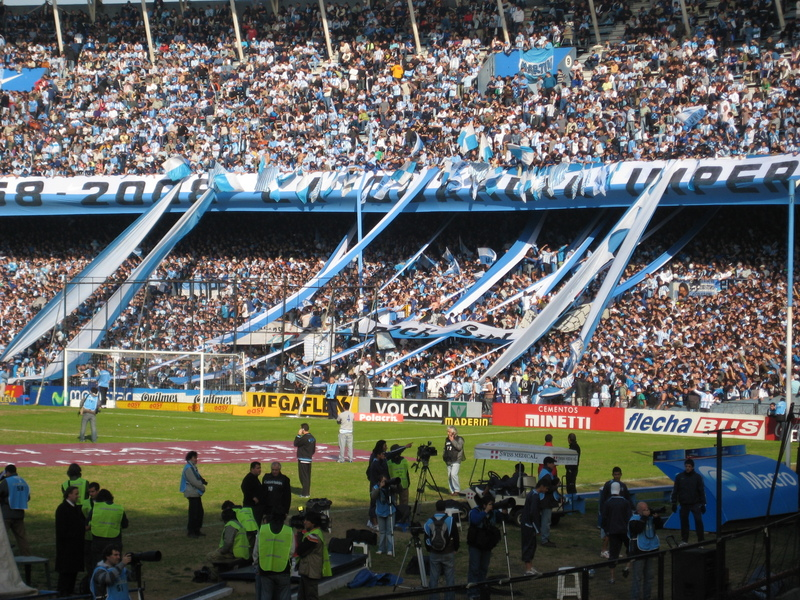
La Guardia Imperial estava presente quando ocorreu a disputa para evitar o rebaixamento do Racing Club em 2008.

La Guardia Imperial (em portugués: A Guarda Imperial) é uma barra brava na Argentina composto por torcedores do Racing Club de Avellaneda.
Não é a única torcida organizada do clube, pois existem outras duas conhecidas como «La Barra del 95» e os «Racing Stones», que geralmente ocupam a mesma arquibancada do El Cilindro.
A barra brava tem uma amizade com o Gimnasia La Plata, da Argentina, e com a Geral do Grêmio, do Grêmio do Brasil. Além disso, possui numerosos líderes, destacando-se Cacho de Ciudadela, que liderou durante os anos 1980.

## História
A origem do nome «La Guardia Imperial» remonta à década de 1940, quando o jornalista Luis María Albamonte, conhecido como Américo Barrios, o popularizou através de um poema que comparava a fidelidade dos seguidores do Racing Club com a lealdade da Guarda Imperial de Napoleão Bonaparte.
Em momentos críticos para o clube, como a falência em 1999, La Guardia Imperial desempenhou um papel destacado nos protestos e na defesa da instituição. No entanto, em 2002, a barra sofreu um revés com a condenação de vários de seus membros por um homicídio de um torcedor do Independiente. Isso desencadeou lutas internas pelo controle.
Os torcedores do Racing Club, incluindo a barra brava conhecida como La Guardia Imperial, reivindicam o feito de ter lotado simultaneamente dois estádios em dois momentos distintos. O primeiro episódio ocorreu em 2001, quando o clube conquistou o título do Torneio Apertura no Estádio José Amalfitani, pertencente ao Vélez Sarsfield, enquanto uma grande parte de sua torcida também preenchia a capacidade total do Cilindro de Avellaneda. O segundo evento deu-se em 2024, durante a final da Copa Sul-Americana, em que o Racing superou o Cruzeiro no Estádio General Pablo Rojas, em Assunção. Nesse mesmo momento, milhares de torcedores se reuniram no Cilindro para acompanhar a transmissão ao vivo da partida por meio de um telão de grandes proporções.
Na Copa Libertadores de 1997, a torcida do Racing estreou um enorme telão contra o River Plate. Em 2010, exibiram outra bandeira de grande tamanho contra o All Boys na Primeira Divisão da Argentina. Essas bandeiras foram chamadas de "as maiores do mundo".

## Barras Inimigas
La Guardia Imperial é comumente mencionada na mídia nacional argentina por seus atos de vandalismo no futebol. Ela teve inúmeros confrontos com outras torcidas organizadas, sendo os principais rivais a La Barra del Rojo (Independiente), Los Borrachos del Tablón (River Plate), La Butteler (San Lorenzo de Almagro) e a La 12 (Boca Juniors).
- 1967: A barra do Racing rouba guarda-sóis de torcedores do Huracán, desencadeando uma emboscada e um confronto violento no Estádio Tomás Adolfo Ducó.[25][26]
- 1967: Após uma partida da Copa Intercontinental, a torcida do Racing se defende dos simpatizantes do Club Nacional uruguaio.[27]
- 1983: Começa a rivalidade entre a Guardia Imperial do Racing e a La 12 do Boca Juniors, após o assassinato de um torcedor do Racing por membros da La 12 na Bombonera.[28]
- 1983 Ocorre um confronto violento entre a polícia e os torcedores no estádio Presidente Perón, após o rebaixamento do Racing para a segunda divisão.[29]
- 2002: La Guardia Imperial se atribui o crédito por ter "corrido" a La 12 em um posto de gasolina na Rota 2 do Buenos Aires, provocando confrontos e detenções.[30]
- 2002: Um torcedor do Independiente é morto a tiros durante uma emboscada da torcida do Racing na rua Cordero de Avellaneda.[31][32]
- 2006: Incidentes violentos no clássico de Avellaneda levam à suspensão da partida na Doble Visera.[33][34]